# Bridget Bendish
Bridget Bendish (1650–1726) fue una dama inglesa, nieta de Oliver Cromwell e hija del general Ireton.
Tenía un gran parecido con Cromwell y se hizo notable por lo extravagante de su conducta; pasaba los días dedicada a los trabajos más penosos, sencillamente vestida y alimentada como los más pobres jornaleros y por la tarde se adornaba y frecuentaba los salones de la buena sociedad. Pretendía tener revelaciones y esto le servía para explicar lo que había de extraordinario en sus actos.
Se casó con Thomas Bendish, en 1670 y se dice que estuvo involucrada en el complot de Rye House de 1683.